# Bulbophyllum ceriodorum
Bulbophyllum ceriodorum là một loài phong lan thuộc chi Bulbophyllum.